# Velehutiovití
Velehutiovití (Heptaxodontidae) jsou recentně či subrecentně vyhynulá čeleď hlodavců ze Západní Indie.

## Systematika
Za popisnou autoritu čeledi Heptaxodontidae je považován americký zoolog Harold Elmer Anthony (1917). Ve třetím vydání Mammal Species of the World je tato nepočetná skupina dělena na dvě podčeledi. Podčeleď Clidomyinae, česky někdy velehutie jamajské, zahrnuje jediný rod Clidomys, zatímco podčeleď Heptaxodontinae, česky někdy velehutie zubaté, zahrnuje rody Amblyrhiza, Elasmodontomys a Quemisia. Možná sem spadá taktéž rod Xaymaca, jehož systematické zařazení je však kontroverzní.
Velehutiovití se fylogeneticky odvozují v rámci velkého kladu amerických hlodavců Caviomorpha, příbuzenské vztahy vůči ostatním čeledím však zůstávají sporné a není ani jisté, jestli jsou sami velehutiovití monofyletickým taxonem. Vzhledem k tomu, že na molariformních zubech mají podobné laminární destičky jako činčily, nabízí se blízká příbuznost s nadčeledí Chinchilloidea. Alternativní hypotézy kladou velehutie do čeledi hutiovitých (Capromyidae), konkrétně mezi hutie pravé (Capromyinae); anebo do čeledi korovitých (Echimyidae).

## Charakteristika
Velehutiovití byli velikostně relativně různorodá skupina, ačkoli všechny známé druhy dosahovaly větších rozměrů než současní průměrní hlodavci. Největšího zástupce představovala velehutia obrovská (Amblyrhiza inundata), jež s hmotností sahající až k 200 kg dosahovala velikosti menšího medvěda. Mohutné lebky velehuiovitých připomínaly lebky nutriovitých (Myocastoridae), vyznačovaly se masivní rostrální částí, malými bubínkovými výdutěmi ve vnitřním uchu, často i přítomností sagitálního hřebenu na temeni, jenž slouží k upnutí velkých žvýkacích svalů. Molariformní zuby byly hypsodontní, tedy s vysokou korunkou a v průběhu života dorůstající. Nesly čtyři až sedm laminárních destiček, jež byly rovnoběžné k sobě navzájem, nikoli však k dlouhé ose lebky.
Fosilní záznam velehutií se omezuje na pleistocén a holocén Západní Indie, na ostrově Hispaniola však mohly vyhynout teprve těsně po evropské kolonizaci. Ve španělských pramenech se lze totiž dočíst o zvířeti známém jako quemi, které bylo mohutnější než pravé hutie a místní domorodci jej pronásledovali pro maso. O lovu ze strany původních obyvatel, kteří Antily poprvé osídlili asi okolo roku 7000 př. n. l., svědčí i archeologické nálezy. O chování a ekologii velehutiovitých je na základě neexistence žijících zástupců známo jen málo. Zřejmě šlo o býložravé savce nížinných a horských deštných lesů, přičemž velké tělesné rozměry a omezený areál výskytu by mohly nasvědčovat nízkému rozmnožovacímu potenciálu.